# Mcmurdodontidae
A Mcmurdodontidae a porcos halak (Chondrichthyes) osztályának egyik fosszilis és monogenerikus családja.
Habár egyes rendszerzők a szürkecápa-alakúak (Hexanchiformes) rendjébe sorolják - rend, amely a legtöbb kutató szerint a jura időszakban jelent meg -, ezeknek a fajoknak a maradványait a kora devonhoz tartozó emsi korszaki rétegben, illetve a középső devonbeli eifeli korszaki rétegben találták meg.

## Rendszerezés
A családba az alábbi 1 fosszilis nem és 2 faj tartozik:
- Mcmurdodus White, 1968
  - Mcmurdodus featherensis White, 1968
  - Mcmurdodus whitei Turner & Young, 1987

## Fordítás
- Ez a szócikk részben vagy egészben  a   Mcmurdodus című angol Wikipédia-szócikk ezen változatának fordításán alapul.  Az eredeti cikk szerkesztőit annak laptörténete sorolja fel. Ez a jelzés csupán a megfogalmazás eredetét és a szerzői jogokat jelzi, nem szolgál a cikkben szereplő információk forrásmegjelöléseként.